# Giuliano Kremmerz
Giuliano Kremmerz, all'anagrafe Ciro Formisano (Portici, 8 aprile 1861 – Beausoleil, 7 maggio 1930), è stato un esoterista ed ermetista italiano.

## Biografia
Giuliano Kremmerz, semplificazione dello ieronimo J.M. KREMM-ERZ, pseudonimo di Ciro Formisano, fu uno studioso di ermetismo che a cavallo fra XIX e XX secolo ne divulgò le teorie al vasto pubblico degli studiosi di esoterismo e, per incentivarne la pratica sperimentazione, fondò la Schola Philosophica Hermetica Classica Italica - Fratellanza Terapeutico-Magica di MIRIAM (o MYRIAM), costituita su modello delle antiche fratellanze isiache egiziane e degli antichi culti misterici.

### Il periodo da 1861 al 1895
Figlio di Michele Formisano, modesto assistente di opere stradali, e di Gaetana Argano di famiglia benestante, il giovane Ciro beneficiò dell'aiuto finanziario della famiglia materna per studiare, tanto che a soli 17 anni riuscì ad ottenere l'abilitazione per l'insegnamento di italiano, storia e geografia. Dopo aver conseguito la laurea in Lettere all'Università di Napoli, Ciro Formisano iniziò negli anni fra il 1883 e il 1885 a lavorare come insegnante al Ginnasio di Alvito (FR), poi come correttore di bozze in una tipografia di Portici. In seguito, grazie alla conoscenza del suo fondatore Eduardo Scarfoglio, divenne redattore del quotidiano Il Mattino. Sposatosi nel 1887 con Anna Beato, tra il 1888 e il 1893, forse a causa di problemi finanziari per alcuni, o per la sua sete di conoscenza per altri, intraprese un viaggio all'estero, secondo certe fonti in America latina, imbarcandosi su una nave diretta a Montevideo, da cui ritornò nel 1893 sempre per via marittima. Alcuni ritengono che in quel frangente egli sia entrato in contatto con lo sciamanesimo sudamericano. Secondo altri viaggiò invece in Europa, soggiornando in Francia e ricevendo tra l'altro l'iniziazione al Martinismo. Nella rivista Nova Lux di Roma, Kremmerz venne infatti qualificato Superiore Incognito martinista, mentre nella rivista O' Thanatos, all'epoca bollettino dell'Ordine Martinista diretto dal Banti, figurava nel comitato di redazione. Da documenti del fondo Papus di Lione risulta che Kremmerz fu “Delegato speciale” dell'Ordine Martinista per la Campania.
In ogni caso, al suo ritorno in patria lo attendevano la moglie Anna Beato (o Petriccione) e le figliolette Gaetana e Adele nata dopo la sua partenza. Dal 1895 si trasferì con la famiglia a Napoli dando il via all'attività di scrittore e sperimentatore delle dottrine ermetiche.

### Sfondo culturale e attività esoteriche
Il segmento storico temporale in cui il personaggio Ciro Formisano si affaccia sul proscenio esoterico-occultistico è caratterizzato dai fermenti susseguenti al risorgimento italiano e ai suoi epigoni, che sfociarono in quei movimenti intellettuali e spiritualisti confluiti in particolare nelle logge massoniche di rito egizio, nello spiritismo kardechiano e nel revival del magnetismo animale mesmeriano.
Già nel 1864 erano stati pubblicati nove volumi chiamati Il Mondo Secreto, ad opera di G. De Castro, in cui erano ampiamente trattati temi collegati alle iniziazioni antiche.
E proprio su queste tradizioni il Formisano si formò e, stando al parere concorde dei ricercatori contemporanei, fu instradato all'ermetismo filosofico da Izar Bne Escur, alias Pasquale De Servis, che viveva nello stesso stabile in via della Parrocchia a Portici, dove egli risiedeva con la sua famiglia d'origine.
Iniziato probabilmente da costui, il giovane Ciro attinse i principi e le sue teorie filosofiche a quella tradizione ermetica che, traendo le sue lontane origini dall'Ermes Thot egizio, si era diffusa nella Magna Grecia con la Scuola pitagorica e nelle terre partenopee, tant'è che ancor oggi a Napoli, nel quartiere Nilense, dove si insediarono coloni giunti da Alessandria d'Egitto nel III secolo a.C., si trovano monumenti che dimostrano l'importazione di culti egizi durante l'Ellenismo, come la statua dedicata al Dio Nilo, eretta dagli alessandrini nelle adiacenze di Piazzetta Nilo.
Nella stessa zona della Napoli esoterica, cui il Formisano farà più volte cenno nelle sue opere, sorge la Cappella Sansevero, di più recente edificazione, nella quale il Principe Raimondo di Sangro, fece collocare alcune sue sculture di voluta connotazione misterica.
Fu quindi dopo la morte di Pasquale De Servis (Izar), considerato dai più il suo "maestro", e coincidente con il suo ritorno in patria del 1893, che il Formisano, con lo pseudonimo di Giuliano Kremmerz, forse ispirandosi nel titolo alla già citata pubblicazione del 1864, perseguì l'intento di risvegliare nella cultura del tempo il ricordo dell'antica sapienza mediterranea di matrice isidea, avviando dal 1897 sulla sua rivista Il Mondo Secreto la divulgazione delle basi teoriche di una “magia naturale e divina”.
Parallelamente, mentre si confrontava sulla rivista con gli scritti di alcuni noti esoteristi, quali Papus, Eliphas Lévi, Stanislas De Guaita, e con le idee emergenti di Madame Blavatskij e Annie Besant, egli gettava le basi per la successiva realizzazione del suo progetto, a cui dette il via quando, concludendo quasi bruscamente la pubblicazione della rivista, convogliò un buon numero di lettori e sostenitori verso un primo esperimento di Fratellanza terapica, idealmente ricollegata alle antiche Fratellanze Isiache e Rosacruciane.
«Il Mondo Secreto non sparisce - egli scrive nel dicembre del 1899 - ma si trasforma nella realizzazione delle teorie nebulose e comincia l'esposizione della scienza della Medicina Ermetica, rivelazione della sintesi terapeutica della Rosa Mistica».

### Costituzione della Fratellanza di Miriam
Nel primo fascicoletto della successiva opera La Medicina Ermetica - bollettino d'istruzioni ai praticanti, fu riassunto in sette articoli il patto fondamentale di costituzione della sua Schola, stipulato con un certo Grande Ordine Egiziano o Egizio di controversa identificazione, poiché per alcuni sarebbe stato costituito dai vertici delle logge massoniche napoletane di matrice egizia, e per altri va invece considerato come un organismo iniziatico avulso da ogni commistione socio-politica, settaria, e in particolare massonica. Ormai delineata sia nella forma che nella sostanza, la Fratellanza costituita dal Kremmerz fu da lui posta, nel 1909, sotto la protezione di quest'Ordine iniziatico, il cui statuto fu sancito in 60 commi col titolo di Pragmatica Fondamentale della S.P.H.C.I. Fr+ Tm+ di Miriam.
Egli istituì sedi operative denominate Accademie Miriamiche a Napoli, Bari, Roma, Taranto, La Spezia deputandole, sulla base dello statuto o Pragmatica Fondamentale, alle riunioni degli aderenti e a rappresentare all'esterno la scuola.
In base ai suoi scritti, e in particolare ai fascicoli delle Lunazioni, stampati "pro Schola" e fuori commercio fino alla fine dei suoi giorni, Kremmerz può ritenersi fra gli antesignani della moderna interpretazione olistica dei fenomeni vitali e vicino all'Omeopatia di Samuel Hahnemann..

### Difficoltà e resistenze al suo progetto
Ma questo suo progetto incontrò difficoltà organizzative fin da principio e palesi resistenze da parte di ermetisti suoi contemporanei fra cui "N.R. Ottaviano", da identificarsi per alcuni nell'islamista Leone Caetani e per altri in tale ing. Koch, che firmò con quello pseudonimo alcuni articoli di carattere pagano nella rivista Commentarium per le accademie ermetiche, mostrando il suo disaccordo sulla volgarizzazione dei cosiddetti "segreti ermetici" considerati patrimonio esclusivo delle società segrete e degli "iniziati"..
Inoltre la divulgazione messa in atto da Kremmerz, sebbene mediata dall'adattamento al contesto storico-culturale dell'epoca, si mostrò difficile da essere pienamente compresa, e in una Circolare del 1914 indirizzata ai dirigenti delle Accademie egli si adoperò per ricondurre i suoi stessi discepoli alle primitive intenzioni circa gli scopi della Schola.

### Trasferimento a Beausoleil
Nel frattempo egli si era trasferito con la moglie e il terzogenito Michele prima a Camogli nel 1907, poi a Ventimiglia per stabilirsi nel 1912 definitivamente a Beausoleil, nel Principato di Monaco allontanandosi così "per ragioni momentanee" dalla direzione della Schola. Ma oltre a continuare la diramazione pro Schola delle Lunazioni e a mantenere frequenti contatti con la segreteria e i dirigenti responsabili delle Circoscrizioni nord e sud della Fratellanza (Luciano Galleani e Giacomo Borracci), fece frequenti viaggi in Italia dove tra l'altro, a Bari, risiedeva la figlia Gaetanina.
Nel 1920 e 1921 soggiornò a Roma e Bari per tenere delle Conversazioni o conferenze presso le sedi delle rispettive Accademie: Vergiliana e Pitagora con l'intento di nuovamente ricondurre alla pratica della medicina ermetica gli sforzi congiunti degli iscritti alla Schola. Ma l'incedere del ventennio fascista (un'irruzione fascista nell'Accademia Pitagora ne aveva causata la chiusura e la Vergiliana di Roma aveva seguito la stessa sorte), lo costrinse a diradare i suoi viaggi in Italia. Pertanto, egli continuò a ricevere discepoli nella sua residenza monegasca e a mantenere contatti con la Segreteria Generale della Schola affidata a Domenico Lombardi, fino alla sua morte avvenuta a Beausoleil il 7 maggio 1930.

### La produzione letteraria
Negli anni dal 1897 al 1900, Kremmerz pubblicò, per i tipi dell'Editrice Dekten e Rocholl di Napoli: la rivista Il Mondo Secreto, Angeli e Demoni dell'Amore, La Medicina Ermetica (Bollettino di istruzioni ai praticanti della Fr+Tm+di Miriam). Curò inoltre per l'Editore Rocco di Napoli la pubblicazione della collana "Biblioteca esoterica Italiana", firmando prefazioni, commenti, annotazioni, ai volumetti Storia dell'Alchimia di P. Bornia, La Medicina Mistica di S. Catalano, Cristo, la Magia e il Diavolo dal "Dogma dell'Alta Magia" di Eliphas Lévi, Il Guardiano della soglia di P. Bornia. Sempre con l'Editore Rocco, ripubblicò Il Mondo Secreto raccolto in due volumi.
Nei primi anni del secolo scrisse articoli sulle riviste Mondo Occulto, O' Thanatos, Luce e Ombra. Su quest'ultima apparve, intorno al 1909, "I Tarocchi dal punto di vista filosofico: Il Prologo del Pazzo e Gli Amanti"; l'Arcano "La Morte" fu aggiunto successivamente in un'edizione postuma per i tipi di Bocca. Fra il 1910 e il 1911 fu edita da "Luce e Ombra" "La Porta Ermetica" scritta, pare, fra il 1904 e il 1905, dedicata a Maria, e fu pubblicata a Bari la rivista "Commentarium" per le Accademie Ermetiche (S.P.H.C.I.), a cui contribuirono, utilizzando anche degli pseudonimi, vari collaboratori, amici e sostenitori fra i quali: L. Jesboama, G. Catinella, P. Bornia, M. G. Paolucci, P. Clemente, N. R. Ottaviano, Alfredo Carreras, G. Borracci.
Nel 1913 egli iniziò, all'interno della Schola, la divulgazione in fascicoletti delle "Lunazioni: Annotazioni sulle Influenze Siderali e Lunari sulle piante, i medicamenti, le infermità del corpo umano e i prognostici di guarigione e di morte - 1° 2° 3° Ciclo", proseguendola ininterrottamente fino alla fine dei suoi giorni. Il Kremmerz non si è mai attribuito la totale paternità di quest'opera citando spesso l'Anonimo Napoletano e altre fonti della sapienza antica da cui ha attinto le notizie ivi riportate. I "Dialoghi sull'Ermetismo" pubblicati a cura di alcuni discepoli, in numero di sette, nel 1929 dalle Arti Grafiche Panetto e Petrelli di Spoleto, e completati dall'VIII e IX dialogo stampati postumi, costituiscono l'ultima opera pubblicata da Kremmerz.

### La terapeutica ermetica
In una circolare del 1898 Kremmerz dichiara che il proprio scopo è creare una "fratellanza spiritualista magica [...] che si occupi di medicina ermetica, di terapeutica magica, di guarire o alleviare le sofferenze e le malattie" attraverso lo studio e la sperimentazione applicata alla terapeutica di tutte le potenzialità note e ignote dell'organismo umano.. Secondo il fondatore gli aderenti a questa sua scuola avrebbero dovuto tentare la cura a distanza degli ammalati che ad essi spontaneamente si rivolgevano per aiuti gratuiti. Tutto ciò senza dichiararsi in conflitto con la scienza medica delle università del tempo, né impedendo che l'ammalato facesse comunque ricorso al medico laureato e ai farmaci registrati nella farmacopea ufficiale.

## La scuola e le associazioni kremmerziane
Dopo la morte di Kremmerz diverse associazioni si sono ispirate alla scuola originaria di Kremmerz spesso in contrasto tra loro per ciò che concerne l'ortodossia e la regolarità rispetto agli insegnamenti originari. Nel 2002 una sentenza affermò che la denominazione S.P.H.C.I. FRATELLANZA TERAPEUTICO MAGICA DI MYRIAM FR+ TM+ DI MYRIAM e timbri e/o sigilli e/o abbreviazioni che a tale denominazione fanno riferimento spetta unicamente all'associazione S.P.H.C.I. Fr+ Tm+ di Myriam con sede in Napoli e rappresentata da Anna Maria Piscitelli.

Alla memoria di Kremmerz è intitolato l'album Numen Lumen degli Hautville.

## Opere
- Angeli e Demonii dell'Amore, Libreria Detken & Rocholl, Napoli, 1898
- La Porta Ermetica, Edizioni Luce e Ombra, Milano, 1910
- Avviamento alla Scienza dei Magi, Edizione fuori commercio, Bari, 1917
- I dialoghi sull'Ermetismo, (7 dialoghi), Edizioni Panetto e Petrelli, Spoleto, 1929
- I dialoghi sull'Ermetismo, (9 dialoghi), Edizioni Panetto e Petrelli, Spoleto, 1931
- Avviamento alla Scienza dei Magi (Elementi di Magia Naturale e Divina), Fratelli Bocca, Milano, 1940
- Opera Omnia, 3 voll., Casa Editrice Universale di Roma, Roma, 1951-1954-1957
- La scienza dei magi, 3 voll., Edizioni Mediterranee, Roma, 1975
- Commentarium 1910/1911, 2 voll., Nardini Editore, Firenze, 1980
- Il Mondo Secreto, ristampa dell'edizione degli anni 1896/97-98-99, Editrice Rebis, Viareggio, 1982
- La medicina ermetica, a cura di Vinci Verginelli, Nardini, Firenze, 1983
- La porta ermetica, Stampa Fratelli Palombi, Roma, 1988, Edizione fuori commercio - ristampa anastatica dell'edizione del 1924
- I dialoghi sull'Ermetismo, Editrice Miriamica, Bari, 1991
- Lunazioni-Annotazioni sulle influenze siderali e lunari sulle piante i medicamenti le infermità del corpo umano, Editrice Miriamica, Bari, 1992
- Un secolo di missione. Avviamento alla Scienza dei Magi, rist. dell'ed. del 1917, Editrice Miriamica, Bari, 1993
- La Porta Ermetica, 2ª ed., Ed. Mediterranee, Roma, 2000
- Angeli e Demoni dell'Amore, Ed. Rebis, Viareggio, 2000
- La Porta Ermetica. La ricerca della Verità Ermetica, ristampa ed. 1910, 2ª ed., Ed. Rebis, Viareggio